# Паркер, Пол (футболист)
Пол Э́ндрю Па́ркер (англ. Paul Andrew Parker; родился 4 апреля 1964 года в Лондоне) — английский футболист, футбольный тренер и телевизионный комментатор. Наиболее известен по выступлениям за клубы «Фулхэм», «Куинз Парк Рейнджерс» и «Манчестер Юнайтед». Был ключевым игроком сборной Англии на чемпионате мира 1990 года.

## Футбольная карьера
Паркер начал карьеру в лондонском «Фулхэме». В 1987 году он перешёл в «Куинз Парк Рейнджерс», где зарекомендовал себя как быстрый и резкий игрок, несмотря на низкий для центрального защитника рост. Его заметил главный тренер сборной Англии Бобби Робсон, который стал использовать Паркера на позиции правого флангового защитника. Паркер дебютировал в сборной Англии в матче против сборной Албании в 1989 году.
В клубе Паркер продолжал выступать в роли центрального защитника, а в сборной был игроком скамейки, выходя на замену Гэри Стивенсу на правом фланге обороны. Он был включён в состав сборной Англии на чемпионат мира 1990 года в Италии; после неудачного выступления Стивенса в первом групповом матче против сборной Ирландии, Паркер был включён в стартовый состав, имея на своём счету лишь пять вызовов в сборную. Англия дошла до полуфиналов, уступила сборной ФРГ по пенальти. Счёт в том матче был открыт после рикошета именно от Паркера, когда Андреас Бреме бил со штрафного. Паркер же навешивал в штрафную, когда Гари Линекер за 10 минут до конца основного времени забил ответный мяч. После ухода из сборной Бобби Робсона новый тренер англичан, Грэм Тейлор, чаще использовал на правом фланге обороны Ли Диксона из «Арсенала».
8 августа 1991 года Паркер был продан из «Куинз Парк Рейнджерс» в «Манчестер Юнайтед» за £2 млн, а его дебют за «красных дьяволов» состоялся в том же месяце в игре против «Ноттс Каунти». Паркер часто выбывал из строя из-за травм, и ему с трудом удавалось поддерживать физический уровень, необходимый для выступления за клуб уровня «Юнайтед». За годы своего выступления на «Олд Траффорд» Паркер выиграл Кубок Футбольной лиги в 1992 году, две Премьер-лиги в сезонах 1992/93 и 1993/94, а также Кубок Англии в 1994 году. В последние два сезона в «Юнайтед» Паркер всё реже появлялся в стартовом составе из-за собственных травм и появления в основе юного Гари Невилла, который в итоге заменил Паркера на правом фланге обороны как в клубе, так и в сборной.
В 1996 году Паркер перешёл в «Дерби Каунти», завоевавший себе место в Премьер-лиге, но не смог завоевать себе место в основе. В этом же году он перешёл в «Шеффилд Юнайтед». В сезоне 1996/97 он провёл несколько матчей за «Челси», в котором была эпидемия травм.
После завершения карьеры игрока Паркер тренировал клубы «Челмсфорд Сити» и «Уэллинг Юнайтед».
Впоследствии работал послом Национальной конференции (в настоящее время — Национальная лига). Кроме того, он выступает на телевидении, комментируя матчи Национальной лиги.

## Достижения
Манчестер Юнайтед
- Чемпион Премьер-лиги (2): 1992/93, 1993/94[2]
- Обладатель Кубка Англии: 1993/94
- Обладатель Кубка Футбольной лиги: 1991/92
- Обладатель Суперкубка Англии: 1993